# Food City 500
Das Food City 500 ist ein Rennen in der NASCAR Cup Series. Es findet statt auf dem Bristol Motor Speedway in Bristol, Tennessee. Es ist eines von zwei NASCAR-Nextel-Cup-Rennen, die jährlich in Bristol stattfinden. Das andere ist das Sharpie 500, welches üblicherweise im August ausgetragen wird.
Das Food City 500 des Jahres 2007 war das erste jemals ausgetragene Rennen mit dem neuen Car of Tomorrow. Kyle Busch gewann dieses Rennen.

## Sieger
| Jahr                        | Datum       | Fahrer           | Automarke       | Preisgeld (US-Dollar) | Distanz (Meilen) | Renndurchschnitt (mph) |
| --------------------------- | ----------- | ---------------- | --------------- | --------------------- | ---------------- | ---------------------- |
| Southeastern 500            |             |                  |                 |                       |                  |                        |
| 1961                        | 22. Oktober | Joe Weatherly    | '61er Pontiac   | $ 3.680               | 250              | 72,452                 |
| 1962                        | 29. Juli    | Bobby Johns      | '62er Plymouth  | $ 3.930               | 250              | 75,276                 |
| 1963                        | 31. März    | Fireball Roberts | '63er Ford      | $ 4.060               | 250              | 76,91                  |
| 1964                        | 22. März    | Fred Lorenzen    | '64er Ford      | $ 4.300               | 250              | 72,196                 |
| 1965                        | 2. Mai      | Junior Johnson   | '65er Ford      | $ 4.550               | 250              | 74,937                 |
| 1966                        | 20. März    | Dick Hutcherson  | '66er Ford      | $ 4.150               | 250              | 69,952                 |
| 1967                        | 19. März    | David Pearson    | '67er Dodge     | $ 5.290               | 250              | 75,937                 |
| 1968                        | 17. März    | David Pearson    | '68er Ford      | $ 5.725               | 250              | 77,247                 |
| 1969                        | 23. März    | Bobby Allison    | '69er Dodge     | $ 5.025               | 250              | 81,455                 |
| 1970                        | 5. April    | Donnie Allison   | '70er Ford      | $ 6.670               | 267              | 87,543                 |
| 1971                        | 28. März    | David Pearson    | '71er Ford      | $ 6.120               | 267              | 91,704                 |
| 1972                        | 9. April    | Bobby Allison    | '72er Chevrolet | $ 8.325               | 267              | 92,826                 |
| 1973                        | 25. März    | Cale Yarborough  | '73er Chevrolet | $ 8.030               | 267              | 88,952                 |
| 1974                        | 17. März    | Cale Yarborough  | '74er Chevrolet | $ 8.655               | 267              | 64,533                 |
| 1975                        | 16. März    | Richard Petty    | '74er Dodge     | $ 7.350               | 267              | 97,053                 |
| Southeastern 400            |             |                  |                 |                       |                  |                        |
| 1976                        | 14. März    | Cale Yarborough  | Chevrolet       | $ 18.070              | 213              | 87,377                 |
| Southeastern 500            |             |                  |                 |                       |                  |                        |
| 1977                        | 17. April   | Cale Yarborough  | Chevrolet       | $ 23.300              | 267              | 100,989                |
| 1978                        | 2. April    | Darrell Waltrip  | Chevrolet       | $ 19.200              | 267              | 92,401                 |
| 1979                        | 1. April    | Dale Earnhardt   | Chevrolet       | $ 19.800              | 267              | 91,033                 |
| Valleydale Southeastern 500 |             |                  |                 |                       |                  |                        |
| 1980                        | 30. März    | Dale Earnhardt   | Chevrolet       | $ 20.625              | 267              | 96,977                 |
| Valleydale 500              |             |                  |                 |                       |                  |                        |
| 1981                        | 29. März    | Darrell Waltrip  | Buick           | $ 22.450              | 267              | 89,53                  |
| 1982                        | 14. März    | Darrell Waltrip  | Buick           | $ 26.520              | 267              | 94,025                 |
| 1983                        | 21. Mai     | Darrell Waltrip  | Chevrolet       | $ 29.965              | 267              | 93,445                 |
| 1984                        | 1. April    | Darrell Waltrip  | Chevrolet       | $ 31.670              | 267              | 93,967                 |
| 1985                        | 6. April    | Dale Earnhardt   | Chevrolet       | $ 31.525              | 267              | 81,79                  |
| 1986                        | 6. April    | Rusty Wallace    | Pontiac         | $ 34.760              | 267              | 89,747                 |
| Valleydale Meats 500        |             |                  |                 |                       |                  |                        |
| 1987                        | 12. April   | Dale Earnhardt   | Chevrolet       | $ 43.850              | 267              | 75,621                 |
| 1988                        | 10. April   | Bill Elliott     | Ford            | $ 45.750              | 267              | 83,115                 |
| 1989                        | 9. April    | Rusty Wallace    | Pontiac         | $ 48.750              | 267              | 76,034                 |
| 1990                        | 8. April    | Davey Allison    | Ford            | $ 50.100              | 267              | 87,258                 |
| 1991                        | 14. April   | Rusty Wallace    | Pontiac         | $ 51.300              | 267              | 72,809                 |
| Food City 500               |             |                  |                 |                       |                  |                        |
| 1992                        | 5. April    | Alan Kulwicki    | Ford            | $ 83.360              | 267              | 86,316                 |
| 1993                        | 4. April    | Rusty Wallace    | Pontiac         | $ 107.610             | 267              | 84,73                  |
| 1994                        | 10. April   | Dale Earnhardt   | Chevrolet       | $ 72.570              | 267              | 89,647                 |
| 1995                        | 2. April    | Jeff Gordon      | Chevrolet       | $ 67.645              | 267              | 92,011                 |
| 1996                        | 31. März    | Jeff Gordon      | Chevrolet       | $ 93.765              | 182              | 91,308                 |
| 1997                        | 13. April   | Jeff Gordon      | Chevrolet       | $ 83.640              | 267              | 75,035                 |
| 1998                        | 29. März    | Jeff Gordon      | Chevrolet       | $ 90.860              | 267              | 82,85                  |
| 1999                        | 11. April   | Rusty Wallace    | Ford            | $ 87.435              | 267              | 93,363                 |
| 2000                        | 26. März    | Rusty Wallace    | Ford            | $ 87.585              | 267              | 88,18                  |
| 2001                        | 25. März    | Elliott Sadler   | Ford            | $ 124.700             | 267              | 86,949                 |
| 2002                        | 24. März    | Kurt Busch       | Ford            | $ 143.840             | 267              | 82,281                 |
| 2003                        | 23. März    | Kurt Busch       | Ford            | $ 162.790             | 267              | 76,185                 |
| 2004                        | 28. März    | Kurt Busch       | Ford            | $ 173.465             | 267              | 82,607                 |
| 2005                        | 3. April    | Kevin Harvick    | Chevrolet       | $ 189.001             | 267              | 77,496                 |
| 2006                        | 26. März    | Kurt Busch       | Dodge           | $ 175.858             | 267              | 79,427                 |
| 2007                        | 25. März    | Kyle Busch       | Chevrolet       | $ 179.400             | 267              | 81,969                 |
| 2008                        | 16. März    | Jeff Burton      | Chevrolet       | $ 209.558             | 269,7            | 89,775                 |
| 2009                        | 22. März    | Kyle Busch       | Toyota          | $ 232.998             | 268              | 92,139                 |
| 2010                        | 21. März    | Jimmie Johnson   | Chevrolet       | $ 199.978             | 267              | 79,618                 |
| Jeff Byrd 500               |             |                  |                 |                       |                  |                        |
| 2011                        | 20. März    | Kyle Busch       | Toyota          | $ 192.416             | 266,5            | 91,941                 |
| Food City 500               |             |                  |                 |                       |                  |                        |
| 2012                        | 18. März    | Brad Keselowski  | Dodge           | $ 186.770             | 266,5            | 93,037                 |
| 2013                        | 17. März    | Kasey Kahne      | Chevrolet       | $ 171.760             | 266,5            | 92,206                 |
| 2014                        | 16. März    | Carl Edwards     | Ford            | $ 234.225             | 268              | 84,051                 |
| 2015                        | 19. April   | Matt Kenseth     | Toyota          | $ 212.961             | 272              | 74,997                 |
| 2016                        | 17. April   | Carl Edwards     | Toyota          |                       | 266,5            | 81,637                 |
| 2017                        | 24. April   | Jimmie Johnson   | Chevrolet       |                       | 266,5            | 86,674                 |

1. ↑  506 Runden aufgrund Green-White-Checkered
2. ↑  503 Runden aufgrund Green-White-Checkered
3. ↑  503 Runden aufgrund Green-White-Checkered
4. ↑  511 Runden aufgrund Green-White-Checkered